# Jean Lenègre
Pour les articles homonymes, voir Lenègre.
Jean Lenègre-Thourin, né le 25 mars 1904 dans le 10e arrondissement de Paris, ville où il est mort le 9 février 1972 au sein de l'hôpital Boucicaut dans le 15e arrondissement, est un médecin et cardiologue français.

## Aperçu biographique
Il est le fils d'un médecin généraliste d'origine auvergnate. Après des études au lycée Louis-le-Grand, il commence de brillantes études de médecine. Externe à l'âge de 19 ans, il est nommé interne à 23 ans, médecin des hôpitaux à 33 ans et agrégé de médecine générale dès 35 ans. Il obtient la chaire de médecine expérimentale à la Faculté de médecine de Paris, avant de devenir professeur de clinique médicale. Il était commandeur de la Légion d'honneur et commandeur dans l'ordre national du Mérite. Il avait épousé Gisèle Hecquet (1925-2020).
Il est domicilié 9 avenue de Breteuil à Paris.

## Distinctions
- Croix de guerre 1939-1945
- Commandeur de l'ordre national du Mérite
- Commandeur de la Légion d'honneur (décret du 10 juillet 1970)

## Œuvres et publications
Il est l'auteur de plus de six cents publications concernant la cardiologie.
- L'hypertension permanente de l'adulte et son retentissement artériel, [Thèse de Médecine], Paris, G. Doin, 1933.
- Électrocardiographie clinique, Paris, Masson, 1954.
- Cardiopathies par athérosclérose coronarienne, Paris, J.-B. Baillière et fils, 1958.
- Contribution à l'étude des blocs de branche [comportant notamment les confrontations électriques et histologiques], Paris, J.-B. Baillière et fils, 1958.

En collaboration
- avec Jean Himbert, L'Infarctus du myocarde, Paris, Sandoz, 1967.
- avec Pierre Soulié, Maladies de l'appareil cardio-vasculaire , avec la collaboration de J. Acar, J.-L. Beaumont, J.-P. Binet, M. Blondeau, Paris, Flammarion, 1970.

## Éponymie
- Syndrome de Lenègre-Lev[3]
- Maladie de Lenègre[4]: fibrose des deux branches du faisceau de His à l'origine de troubles progressifs de la conduction.